# بطولة كاريوكا 1952
بطولة كاريوكا 1952 هو موسم من بطولة كاريوكا. فاز فيه نادي فاسكو دا غاما.